# جوشوا إيوستس
جوشوا إيوستس (بالإنجليزية: Joshua Eustis)‏ هو منتج أسطوانات ومغن مؤلف أمريكي، ولد في 16 يوليو 1977 في نيو أورلينز في الولايات المتحدة.

## وصلات خارجية
- جوشوا إيوستس على موقع IMDb (الإنجليزية)
- جوشوا إيوستس على موقع ميوزك برينز (الإنجليزية)
- جوشوا إيوستس على موقع ميوزك برينز (الإنجليزية)
- جوشوا إيوستس على موقع ديسكوغز (الإنجليزية)
- جوشوا إيوستس على موقع ديسكوغز (الإنجليزية)